# Simon Burgess
Simon Burgess (født 11. september 1967 i Franklin) er en australsk tidligere letvægtsroer, dobbelt olympisk medaljevinder og dobbelt verdensmester.
Burgess indledte sin karriere i dobbeltfireren, som han var med til VM flere gange i første halvdel af 1990'erne. Han var med til at blive verdensmester i denne disciplin i 1991 i Wien. Ved OL 1996 i Atlanta var han med i letvægtsfireren, der endte på en sjetteplads. Ved VM 1997 var han med i letvægtsotteren, der vandt guld. I 1998 var han tilbage i fireren, der vandt bronze ved VM dette år, et resultat de forbedrede året efter til sølv, i begge tilfælde med den danske "guldfirer" som øverst på medaljeskamlen.
Ved OL 2000 i Sydney vandt australierne med en besætning bestående af Anthony Edwards, Darren Balmforth, Robert Richards og Burgess deres indledende heat og semifinalen i letvægtsfireren. Her var danskerne ikke så overlegne; de måtte blandt andet gennem opsamlingsheatet, inden de også var klar til finalen. Frankrig snød imidlertid begge disse nationer og vandt guld, mens Australien vandt sølv, 0,41 sekund efter, mens Danmark måtte nøjes med bronze, et pænt stykke længere nede.
Burgess fortsatte i letvægtsfireren, som ved VM i 2002 og 2003 klarede sig knap så godt. Ved OL 2004 i Athen satte alle vindere i de indledende heat på skift olympisk rekord: Canada, Danmark og Australien, og i semifinalen blev australierne nummer to efter Italien. I finalen måtte australierne endnu engang se sig besejret af danskerne, der vandt med en margen på over et sekund, mens australierne fik oprejsning fra semifinalen og sikrede sig sølvet næsten et sekund foran Italien. Den australske båds besætning bestod af Glen Loftus, Ben Cureton, Simon Burgess og Anthony Edwards.
Burgess indstillede sin elitekarriere efter OL 2004.

## OL-medaljer
- 2000:  Sølv i letvægtsfirer
- 2004:  Sølv i letvægtsfirer